# 湖畔特快
湖畔特快（英語：Lake Shore Limited）是往返於美國芝加哥和東北部之間的城際客運特别急行列車。在纽约州首府的奧爾巴尼-倫斯勒站，它分為不同的部分，分別為紐約市和波士頓提供服務。火車使用紐約中央鐵路的前主線路，该线路其中一部分現在是帝國走廊。美铁於1975年开通该线路，它的前身湖畔号（Lake Shore）在 1971-72 年間在同一條路線上運營。
2019 財年，湖畔特快載客量為 357,682 人次，比 2018 財年增長 5.9%。2016 財年，該列車的總收入為 28,563,624 美元，比 2015 財年增長 0.2%。